# Hari kurk
Hari kurk (česky Hřebenová úžina) je 11 km široký průliv oddělující estonské ostrovy Hiiumaa a Vormsi a spojující východní část Průlivového moře s otevřeným Baltským mořem. Zaujímá plochu 115 km² a je splavný, hloubka je až deset metrů.
V průlivu je několik menších malých ostrovů: Eerikulaid, Harilaid, Hellamaa rahu, Höralaid, Kadakalaid, Pujurderahu, Uuemaarahu, Uuemererahu, Vohilaid, Rambirahu, Silmakrass.
Průliv je z hlediska ochrany přírody významný hojným výskytem mořských ptáků a tuleňů.
Z ekologického hlediska je rozděleno na tři části:
- Východní část o ploše 42,5 km²
- Západní část o ploše 60,9 km²
- Zátoka Hallamaa s rozlohou 11,6 km²